# Centris rhodomelas
Centris rhodomelas là một loài Hymenoptera trong họ Apidae. Loài này được Timberlake mô tả khoa học năm 1940.